# 录副奏折
录副奏折，清代档案的一种，就是奏折的抄件， 简称 “录副”。
雍正年间，开始实行奏折录副之制，根据光绪《大清会典·办理军机处》记载“奉有朱批之折，发抄不发抄皆另录一份”。其后一百余年，奉行不辍，直至清朝灭亡。奏折录副由军机处负责，由军机处归档，每半月的归档件作为一包，被称为“月折包”。现存的清代汉文录副奏折，大约在九十万件以上，收藏在中国第一历史档案馆者有七十多万件，收藏在台北故宫博物院的有十多万件。